# Mont-Bonvillers
Mont-Bonvillers é uma comuna francesa na região administrativa de Grande Leste, no departamento de Meurthe-et-Moselle. Estende-se por uma área de 7,44 km². Em 2010 a comuna tinha 960 habitantes (densidade: 129 hab./km²).